# Dyschiriognatha
Dyschiriognatha is een geslacht van spinnen uit de  familie van de Tetragnathidae (Strekspinnen).

## Soorten
- Dyschiriognatha argyrostilba (O. P.-Cambridge, 1876)
- Dyschiriognatha bedoti Simon, 1893
- Dyschiriognatha dentata Zhu & Wen, 1978
- Dyschiriognatha lobata Vellard, 1926
- Dyschiriognatha montana Simon, 1897
- Dyschiriognatha oceanica Berland, 1929
- Dyschiriognatha tangi Zhu, Song & Zhang, 2003
- Dyschiriognatha upoluensis Marples, 1955